# Schnabelmuscheln
Die Schnabelmuscheln (Nuculanidae) sind eine Muschel-Familie aus der Ordnung der Nuculanida in der Unterklasse der Protobranchia. Die älteste Vertreter der Nuculanidae stammen aus dem Ordovizium.

## Merkmale
Die gleichklappigen Gehäuse sind breit bis schmal dreieckig oder quer-eiförmig, meist mehr oder weniger stark schnabelartig nach hinten verlängert. Sie werden bis 10 Zentimeter lang. Das Ligament ist z. T. nach innen verlagert. Der gewinkelte oder gebogene Schlossrand ist durch Ligament und Wirbel in einen vorderen und hinteren Teil getrennt. Auf der Schlossplatte sitzen zahlreiche gleichartige Zähnchen, die z. T. gewinkelt sind. Die Oberfläche ist mit mehr oder weniger kräftigen Anwachslinien oder -streifen versehen. Eine Mantelbucht ist vorhanden, da die Tiere Siphonen haben. Die Mundlappentaster sind relativ lang. Die Schale ist aragonitisch mit einer homogenen oder kreuzlamellaren Mikrostruktur.

## Geographische Verbreitung und Lebensraum
Die Familie der Nuculanidae ist weltweit verbreitet. Die Arten kommen vom Flachwasser bis in größere Tiefe vor.

## Taxonomie
Das Taxon wurde 1854 von John Edward Gray als Ledadae aufgestellt. Der Name fand in der Literatur jedoch keine Beachtung. Der Name Nuculanidae wurde 1858 von den Brüdern Henry und Arthur Adams aufgestellt. Die folgende Zusammenstellung folgt der MolluscaBase.
- Familie Schnabelmuscheln (Nuculanidae)
  - Unterfamilie Ledellinae Allen & Sanders, 1982
    - Ledella Verrill & Bush, 1897
    - Ledellina Filatova & Schileyko, 1984

  - Unterfamilie Nuculaninae H. Adams & A. Adams, 1858
    - Jupiteria Bellardi, 1875
    - Lembulus Risso, 1826
    - Nuculana Link, 1807
      - Kleine Schnabelmuschel (Nuculana minuta (Müller, 1776))
      - Große Schnabelmuschel (Nuculana pernula (Müller, 1779))

    - Saccella Woodring, 1925

  - Unterfamilie Parayoldiellinae Filatova & Schileyko, 1984
    - Parayoldiella Filatova, 1971

  - Unterfamilie Poroledinae Scarlato & Starobogatov, 1979
    - Lamellileda Cotton, 1930
    - Poroleda Hutton, 1893
    - Propeleda Iredale, 1924
    - Robaia Habe, 1958

  - Unterfamilie Veteranellinae Chen, Liu & Lan, 1983[4]
    - Costatoleda Roth von Telegd, 1914
    - Costinuculana Ayoub-Hannaa, Abdelhady & Fürsich, 2017[4]
    - Eleganuculana Chen & Yang, 1983
    - Girtyana Elias, 1956
    - Glyptoleda Fletcher, 1945
    - Hilgardia Harris & Palmer, 1946
    - Indoculana Kanjilal and Singh, 1973
    - Ledoides Chen, Wen & Lan in Gu et al., 1976
    - Nucundata Waterhouse, 1965
    - Qiongzhounia Lan in Chen, Liu & Lan, 1983
    - Teinonuculana Zhang in Zhang, Wang & Zhou, 1977
    - Veteranella Patte, 1926
    - Xiaoshuiculana Chen in Chen, Liu, & Lan, 1983
    - Zealeda Marwick, 1924

  - indet. Unterfamilie
    - †Pseudoportlandia Woodring, 1925

Die MolluscaBase verzeichnet derzeit über 230 Arten in der Familie Nuculanidae.

## Belege